# Les Escaules
Les Escaules – miejscowość w Hiszpanii, w Katalonii, w prowincji Girona, w comarce Alt Empordà, w gminie Boadella i les Escaules.
Według danych INE z 2005 roku miejscowość zamieszkiwało 90 osób.